# Instituto Mundial de Cajas de Ahorros y Bancos Minoristas

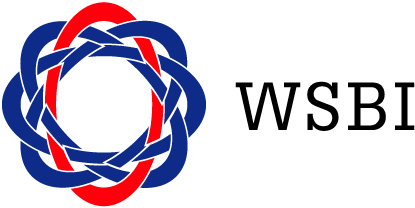
Logotipo del Instituto Mundial de Cajas de Ahorros y Bancos Minoristas

El Instituto Mundial de Cajas de Ahorros y Bancos Minoristas (WSBI por las siglas de World Savings and Retail Banking Institute excepto la R de Retail) es una asociación bancaria internacional. Actualmente reúne 100 miembros de 80 países, en los que hay aproximadamente 6760  cajas de ahorros y bancos minoristas. A finales de 2018, los miembros del WSBI poseían 16 millardos de dólares(USD) de balance.
El WSBI es el representante mundial de sus miembros, normalmente cajas de ahorros y bancos minoristas, o asociaciones de los mismos, y fomenta la cooperación entre ellos. Trabaja estrechamente con instituciones financieras internacionales y publica artículos sobre investigaciones y estudios acerca de asuntos financieros y bancarios actuales. El WSBI también proporciona asesoría técnica en asociación con agencias multilaterales. WSBI se asoció con el Banco Mundial para alcanzar los objetivos de Acceso Financiero Universal y elaboró proyectos en varios países en desarrollo para aumentar los niveles de inclusión financiera.

## Historia
Con el nombre inicial de Instituto Mundial de Cajas de Ahorros, esta asociación se fundó en 1924 en con ocasión del primer congreso internacional del ahorro en Milán. Hasta la Segunda Guerra Mundial su sede quedó en Milán, pero como esta ciudad padeció intensos bombardeos, el instituto se trasladó a Ámsterdam en 1948.
En 1963 se creó el Grupo de Cajas de Ahorros de la Comunidad Económica Europea, organización hermana del WSBI, para representar a las cajas de ahorros de mercados que en ese momento se encontraban fusionándose. Esta institución se rebautizó en 1988 "Grupo de Cajas de Ahorros Europeas".
El Instituto Mundial de Cajas de Ahorros trasladó nuevamente su sede en 1969, esta vez a Ginebra, donde permaneció hasta su disolución en 1994. En su lugar se creó un nuevo Instituto Mundial de Cajas de Ahorros en Bruselas el 9 de junio de 1994. En 2013, el Instituto ha cambiado su nombre a Instituto Mundial de Cajas de Ahorros y Bancos Minoristas.

## Dirección
El WSBI es una organización impulsada por sus miembros. La Asamblea General de Socios, el Comité de Presidentes y el Consejo de Administración son sus órganos estatutarios que se reúnen al menos una vez al año y representan a los miembros. Su director general se encarga de las operaciones diarias. En noviembre de 2018 Isidro Fainé fue elegido presidente del WSBI hasta 2021. Tras su elección destacó que el objetivo del WSBI es «la sostenibilidad económica y social».